# Список потерь Ми-8 и его модификаций (1990 год)
Список потерянных Ми-8 всех модификаций (включая Ми-9, -14, -17, -18, -19, -171 и -172) составлен по данным из открытых источников и учитывает только авиационные происшествия или воздействие внешних сил, приведшие к утрате вертолёта или его списанию вследствие полученных повреждений.
Список не полный и не окончательный.

## Список аварий и катастроф
Зелёным цветом выделены потери при применении в вооружённых конфликтах, в том числе в контртеррористических операциях.
| № п/п | Дата     | Модификация / Бортовой номер | Место                                                   | Жертвы / На борту | Краткое описание |
| ----- | -------- | ---------------------------- | ------------------------------------------------------- | ----------------- | --- |
| 1     | 5 янв.   | Ми-8 СССР-24202              | Грузинская ССР, Казбегский район, близ Гудаури          | 1/9               | При заходе на посадку на подобранную с воздуха площадку вертолёт после зависания просел, при этом образовался снежный вихрь. Машина грубо приземлилась и опрокинулась получив значительные повреждения. Тяжело травмированный бортмеханик скончался в больнице 30 января. Происшествие произошло из-за превышения допустимой максимальной массы вертолёта для сложившихся условий полёта (экипаж не проконтролировал погрузку и не знал о фактической массе груза). |
| 2     | 7 февр.  | Ми-8 н.д.                    | регион Харари, близ Харэра                              | 17/17             | Вертолёт советских военных советников в Эфиопии, в условиях недостаточной видимости (туман), столкнулся со склоном горы. Все находившиеся на борту погибли, в том числе главный военный советник генерал-майор А. Е. Семёнов и два генерала армии Эфиопии. |
| 3     | 18 марта | Ми-8Т СССР-25362             | Удмуртская АССР, Игринский район, близ Игры             | н.д./н.д.         | Во время полёта вертолёт попал в условия плохой видимости (снежный заряд), экипаж потерял контроль за высотой, машина столкнулась с землей и разрушилась. |
| 4     | 28 марта | Ми-8Т СССР-22711             | Армянская ССР, Шаумяновск                               | 0/25              | При заходе на посадку у вертолёта возникла нехарактерная тряска с увеличением вертикальной скорости снижения. Чтобы избежать лобового столкновения с насыпью посадочной площадки КВС отвернул влево в сторону дороги. Продолжив снижение, вертолёт столкнулся с препятствиями, упал на землю и получил значительные разрушения. Экипаж и пассажиры не пострадали. При осмотре на отсеках лопастей и фюзеляже были обнаружены сквозные пулевые отверстия.            |
| 5     | 12 апр.  | Ми-8Т СССР-25993             | Корякский АО, село Вывенка                              | 0/4               | Ошибка экипажа. При заходе на посадку экипаж допустил преждевременное непреднамеренное снижение и с недолётом 350 м до посадочной площадки вертолёт столкнулся с ледовой поверхностью залива и получил значительные повреждения. Члены экипажа и пассажир получили травмы различной степени тяжести. |
| 6     | 14 апр.  | Ми-17 н.д.                   | провинция Уиже                                          | 3/3               | Вертолёт ВВС Анголы сбит антиправительственными силами УНИТА. |
| 7     | 23 мая   | Ми-8 н.д.                    | н.д.                                                    | 3/3               | Вертолёт ВВС Республики Афганистан. Сбит огнём из стрелкового оружия. |
| 8     | 13 июня  | Ми-8Т СССР-22360             | ХМАО, близ Урая                                         | 0/н.д.            | При снижении столкнулся с опорой ЛЭП, опрокинулся на бок и разрушился. |
| 9     | 13 июня  | Ми-8Т н.д.                   | провинция Софала                                        | 4/4               | Вертолёт ВВС Мозамбика. В полёте по неустановленной причине в грузовом отсеке начался пожар, машина потеряла управление и упала на землю. Экипаж погиб. |
| 10    | 22 июня  | Ми-8Т СССР-22336             | ЯНАО, Тазовский район, 128 км северо-западнее Антипаюты | 12/12             | Катастрофа произошла в результате возникновения в полёте прогрессирующей разбалансировки несущего винта, приведшей к соударению лопастей несущего винта с конструкцией вертолёта и их последующего разрушения в воздухе. |
| 11    | 16 июля  | Ми-8 СССР-25921              | Якутская АССР, Уяндино                                  | 0/6               | Несанкционированная посадка на неподготовленную площадку экипажем, не имеющем допуск к таким посадкам. При взлёте допущены многочисленные грубые ошибки, вертолёт упал набок и разрушился. Экипаж и один из пассажиров получили травмы различной степени тяжести. |
| 12    | 2 авг.   | Ми-8 н.д.                    | Эль-Джахра                                              | н.д./н.д.         | Вертолёт вооружённых сил Ирака при высадке десанта столкнулся с ЛЭП, упал на землю и сгорел. |
| 13    | 2 авг.   | Ми-8 н.д.                    | Эль-Джахра                                              | н.д./н.д.         | Вертолёт вооружённых сил Ирака при высадке десанта задел строение и, опрокинувшись, упал на землю. |
| 14    | 17 авг.  | Ми-8 СССР-24148              | Якутская АССР, 143 км от Тёплого Ключа                  | 11/11             | Ошибка экипажа. Врезался в склон горы в сложных метеоусловиях. |
| 15    | 26 окт.  | Ми-8 СССР-24148              | Красноярский край                                       | 0/н.д.            | Вертолёт попал в условия обледенения из-за чего в полёте на высоте около 550 м произошло отключение двигателей. При выполнении вынужденной посадки на непригодный участок местности на режиме авторотации машина получила значительные повреждения. |
| 16    | 19 нояб. | Ми-8Т СССР-22389             | Туркменская ССР, близ Бахардока                         | 15/16             | Из-за производственного дефекта произошло разрушение главного редуктора несущего винта. Вертолёт упал с высоты 1200 м, столкнулся с землёй и взорвался. Выжил КВС, который при ударе был выброшен через остекление кабины. |